# جورج توتونجيان
جورج توتونجيان (بالأرمنية Ճորճ (Գեւորգ) Թութունճեան ، وبالأحرف اللاتينية George Tutunjian) مغني أرمني سوري ولد في حلب حوالي عام 1930 وتوفي في 7 نوفمبر/تشرين الثاني 2006 في مونتريال، كندا. بدأ الغناء في عمر 22 في حلب، سوريا، واشتهر في كل بلدان الإنتشار الأرمني، خصوصا سوريا ولبنان ومصر والولايات المتحدة وكندا وأستراليا. تميّز بغناء الأغاني الوطنية والثورية واعتبر من أوائل مؤدي هذا النوع وتأثر به العديد من الفنانين الذين سلكوا ذات الطريق مثل كارنيغ سركيسيان، وهاروت بمبوكجيان وفي أرمينيا نرسيغ إسبيريان.
ارتبط اسمه بالمنحى السياسي لـحزب الطاشناق الأرمني، ومنعت أغانية في أرمينيا السوفياتية أيام الحكم الشيوعي، إلا أن الشعب في أرمينيا كان ينشر أغانيه عبر الأوساط المعارضة. بعد سقوط النظام الشيوعي وإعلان استقلال الجمهورية الأرمنية الحديثة، انتشرت أغانيه بشكل كبير في أرمينيا أيضا. هاجر من حلب، سوريا حيث كانت أكثر نجاحاته إشراقا إلى كندا في آخر حقباته الفنية ليدير مطعما بواسطة أولاده الثلاثة الذين يجيدون الغناء والعزف وتوفي عن عمر يناهز السادسة والسبعين.

## ألبومات مختارة
- 1978: Heghapokhagan Yerker
- 2002: 60th Anniversary
- 2004: Im Gdage – Abril 24
- 2005: George and Karnig – Live in Concert